# Jens Steen Sehested
Jens Steen Sehested (født 1635, død 1698) var en dansk adelsmand og digter.
Han var søn af Hannibal Sehested. Jens Steen Sehested blev født uden for ægteskab og var derfor ikke retmæssig arving. Han blev dog i 1676 anerkendt som adelig. Han ernærede sig som officer i udlandet. I 1666 vendte han tilbage til Danmark, sandsynligvis på grund af faderens død. Han udsendte digtet Der Untadeliche-States-Welt-Man Dichterisch entworfen i 1669. 
Han blev ansat som kvartermester i København. Under opholdet her (1670 – 1671) skrev han et af sine mest kendte digte Kiøbenhaufns Mis-Trøstige Dog villige Fangers Ynkelige Klage-maal, der beskriver hvordan han vansmægter fordi han ikke har penge til at nyde byens glæder for. Digtet er samtidig en enestående kilde til gadelivet i 1600-tallets København.[kilde mangler]
Et andet af hans kendteste digte er Pigernes dyd- og lasterspejl.
I slutningen af 1671 gjorde han tjeneste på Fyn, hvor han skrev digtet Det herlige og priisværdige Landskab Fyens billige Berømmelse, der fremhæver områdets gode sider i forhold til hans nylige storstadsophold.
Sehesteds digte er udgivet i bogform under titlen "Jens Steen Sehesteds Digtning" og indsunget af tenoren Adam Riis.